# Paoliella kenyensis
Paoliella kenyensis är en insektsart. Paoliella kenyensis ingår i släktet Paoliella och familjen långrörsbladlöss. Inga underarter finns listade i Catalogue of Life.